# Бербериште
Бербериште (алб. Berbesiht) је насеље у општини Лепосавић на Косову и Метохији. Површина катастарске општине Бербериште где је атар насеља износи 760 ha. Припада месној заједници Лешак. Ово насеље је припојено подручју Косова и Метохије тек 1955. године, до тада било у саставу Дежевског среза, тј подручју централне Србије. Према процени из 2011. године било је 16 становника.

## Географија
Налази се на источним падинама Рогозне, 16 km западно од Лепосавића, између Вучје Локве (природна граница Бербериштанска река), Опава и Одојевића (сва у Граду Нови Пазар), Каљина (заселак Рватске) и Поткомља. По положају спада у брдско-планинска села. Средња надморска висина села је 918 метара. По положају кућа и њиховој међусобној удаљености село спада у разбијени тип насеља. Село је сеоским путем низ Бербериштанску реку повезано са асфалтним путем Лепосавић– Црнац. Назив села потиче од имена биљке жутика (врста жбунасте биљке са малим жутим цветовима), која се употребљава за бојење тканина, вуне. Природа овог краја Рогозне одувек је упућивала становништво на сточарство и земљорадњу које су биле и остале главне привредне гране села. У селу постоји и основна четвороразредна школа, која данас не ради јер нема ђака. У селу су извори: Рожајска Вода, Студена Вода, Избичка Вода, Бећирова Вода, Сакуљак, Хајдучка Вода и Добра Вода под Јавором.

## Историја
Готово у средини села је старо хришћанско гробље; код њега је садашње муслимнаско. На Брестову има зидина „црквишта“ с часном трпезом у олтару. Око црквине је старо гробље. На Локви, у планини, има остатака од некаквих зидина. Сви муслиманску родови у овом селу су и за Турака били на својој земљи. У суседном селу Гркаје забележио сам предање православних родова, да су муслимански у Берберишту, Вучој Локви и Рватској били хришћани, славили св. Арханђела и да су ислам примили око средине 19. века. То предање потврђује њихово муслиманско гробље, које је непосредно поред старијег хришћанског њихових предака. Назив селу је вероватно по латинском „бребер“ за дивљи шимшир, како су га, могућно, звали стари рудари у овом крају. Садашњи назив Бербериште је службени. Назив села је унет у турски пописни списак села 1455. године. У њему је 1948. године било 128 становника.

## Порекло становништва по родовима
Стари муслимански родови:
- Нумановићи 2 куће, Шемсовић 1 кућа, Муслићи 2 куће, Асановић 1 кућа, Суљовић 1 кућа, потичу од заједничког претка Нумана, старинца.
- Зеновић, 1 кућа, Амидовић, 1 кућа, су старинци или врло стари досељеници.
- Асановић други, 1 кућа, је досељен из Вучје Локве 1935. године.
- Хамидовић пореклом су из племена Клименти. Дошли су почетком 18. века из северне Албаније.

Хришћански родови:
- Симоновић, 1 кућа, је од Куча Симоновића у Доњем Крњину.
- Виријевић, 1 кућа, Св. Арханђео, је пореклом из Колашина на Ибру, овамо прешао из Доњег Крњина.
- Требаљевци, Милуновићи, 2 куће, Св. Лука, су Ровчани из Придворице, досељени 1925. године.
- Миловановић, 1 кућа, Св. Јован, је досељен из Гулија 1928. године.
- Миливојевић, 1 кућа, Ђурђевдан, је досељен из Јариња у копаоничком Ибру 1930. године.
- Tрифуновић 3 куће, св. Петка.

Из Берберишта су се одселили:
- Бекчићи (св. Никола) у Дрење у копаоничкој Јошаници и једна кућа у Јошаничкој Бањи.
- Бербериштани у Новом Пазару су из овога села.

Неколико муслимански породица одселиле се 1913. године у Турску.

## Демографија
- попис становништва 1948: 128
- попис становништва 1953: 142
- попис становништва 1961: 149
- попис становништва 1971: 91
- попис становништва 1981: 100
- попис становништва 1991: 84

У насељу 2004. године живи 81 становник од тога 61 Муслиман и 20 Срба и броји 18 домаћинстава. Данашњи родови су: Османовићи, Муминовићи, Зеновићи, Хасановићи, Трифуновићи, Милуновићи, Секулићи.